# 공군군수2학교
군수 제2학교(Air Logistics School)는 대한민국 공군의 보급, 수송, 공병 병과 교육을 담당하는 공군교육사령부에 예속된 군사 학교이다. "지식군수 전승보장"의 이념아래 보급, 수송, 공병 병과인 장교, 부사관과 병사의 직무교육을 주관한다.
2005년 4월 1일 설립되었으며 교육사령부와 똑같이 경상남도 진주시에 위치한다. 현재 학교장은 대령이다.